# اجوود (فلوریدا)
اجوود (به انگلیسی: Edgewood) شهری در شهرستان اورنج ایالت فلوریدا است که در سال ۱۹۶۹ بنیان‌گذاری شده‌است. این شهر طبق سرشماری سال ۲۰۱۰ میلادی، ۲٬۵۰۳ نفر جمعیت داشته و مساحت آن نیز ۳٫۸ کیلومتر مربع است.